# Braga
Pour les articles homonymes, voir Braga (homonymie).
Braga est une cité et municipalité (en portugais : concelho ou município) du Portugal, située dans le district de Braga, la subrégion Cávado et la région Nord. Braga est la capitale de la province historique du Minho et celle de la grande zone métropolitaine (Grande Area Metropolitana do Minho), qui compte environ 814 000 habitants[réf. nécessaire]. La municipalité compte 201 583 habitants, ce qui en fait la cinquième ville du Portugal.
Braga a été la Capitale européenne de la jeunesse de l'année 2012. Le titre est décerné à une ville européenne pour une période d’un an pendant laquelle elle a l’occasion d’exposer des éléments de sa vie et de son développement culturels, sociaux, politiques et économiques en lien avec la jeunesse.

## Histoire

### Antiquité

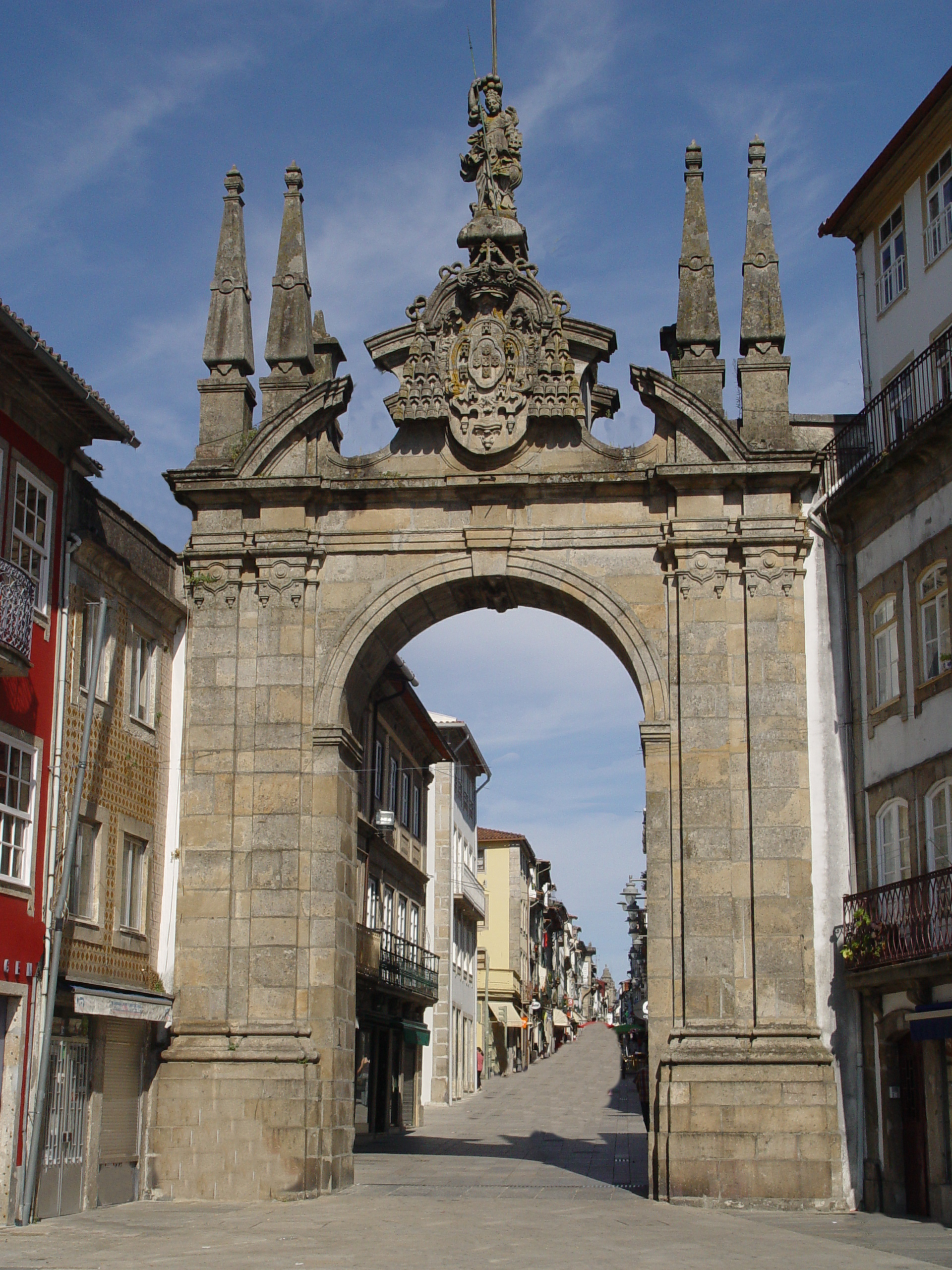
Porte de Braga (Arco da porta nova).

La ville a une histoire longue de plus de 2 000 ans. Pendant la Protohistoire, c'est le territoire du peuple celte des Bracari. Sous l'Empire romain, elle porte le nom de Bracara Augusta en latin, car fondée par l'empereur Auguste probablement aux alentours de 16 av. J.-C. Avec la création des conventi, elle devient capitale du conventus bracarensis et acquiert progressivement une importance économique et religieuse dans le nord-ouest de la péninsule, au point de devenir entre 284 et 305 la capitale de la nouvelle province de  Gallaecia.
Bracara était reliée à Asturica Augusta (Astorga) par plusieurs voies romaines : la voie Via XVII, itinéraire le plus direct qui passe par Aqua Flaviae (Chaves ), les voies Via Nova (Via XVIII), Via XIX et Via XX, itinéraires qui drainent la Gallaecia, se rejoignent à Lucus Augusti (Lugo) avec un tronc commun pour arriver à Asturica Augusta.
Au Ve siècle, lors du déclin de l'Empire romain, Bracara Augusta tombe à plusieurs reprises aux mains des Barbares qui ont envahi l'Hispanie (Vandales, Alains et Suèves), et devient en 411 la capitale du royaume suève. En 456, elle est prise, pillée et saccagée par les Wisigoths, vainqueurs des Suèves.

### Moyen Âge
À partir du milieu du VIe siècle, la région de Braga, encore peuplée de païens et d'ariens, est évangélisée par Martin de Braga, apôtre des Suèves, qui réorganise l'Église catholique dans le royaume suève.
En 561, le roi des Suèves Théodemir convoque le premier concile de Braga.
En 572, le roi des Suèves Ariamir convoque le deuxième concile de Braga.
En 585, les Suèves (catholiques) sont soumis par les Wisigoths (ariens) d'Espagne qui s'emparent de leur capitale Braga et de tout leur royaume. De 585 à 711, la ville appartient au royaume wisigoth d'Espagne.
Au début du VIIIe siècle, lors de la chute du royaume wisigoth, envahi par les troupes arabo-berbères de Tariq ibn Ziyad et de Moussa Ibn Noçaïr, Braga tombe aux mains des conquérants musulmans (716).
À la fin du IXe siècle, lors de la Reconquista, les musulmans sont chassés de Braga par les troupes chrétiennes du roi Alphonse III des Asturies.

### De la Renaissance jusqu'à l'époque moderne
Braga reçut sa charte, (foral) en 1537. Au XVIe siècle, l'archevêque de Braga D. Diogo de Sousa a profondément changé la ville, créant de nouvelles rues, places, et bâtiments, construisant également au-delà du périmètre fortifié. Du XVIe au XVIIIe siècle, à travers divers archevêques, les édifices de conception médiévale sont remplacés par de nouveaux édifices, notamment durant la période Baroque, sous l'influence de l'architecte André Soares.
Le monastère de Tibães, dans les environs de Braga, a été la maison mère de l'ordre bénédictin pour le Portugal et le Brésil à partir du XVIe siècle et ce jusqu'en 1834, année d'extinction de l'ordre.

## Géographie

### Situation géographique
La cité de Braga est traversée par le Rio Este. Elle est limitrophe, au nord, de la municipalité de Amares ; à l'est, de la Póvoa de Lanhoso ; au sud-est, de Guimarães ; au sud, de Vila Nova de Famalicão ; à l'ouest, de Barcelos ; et au nord-est, de Vila Verde. Elle est constituée de 62 paroisses.

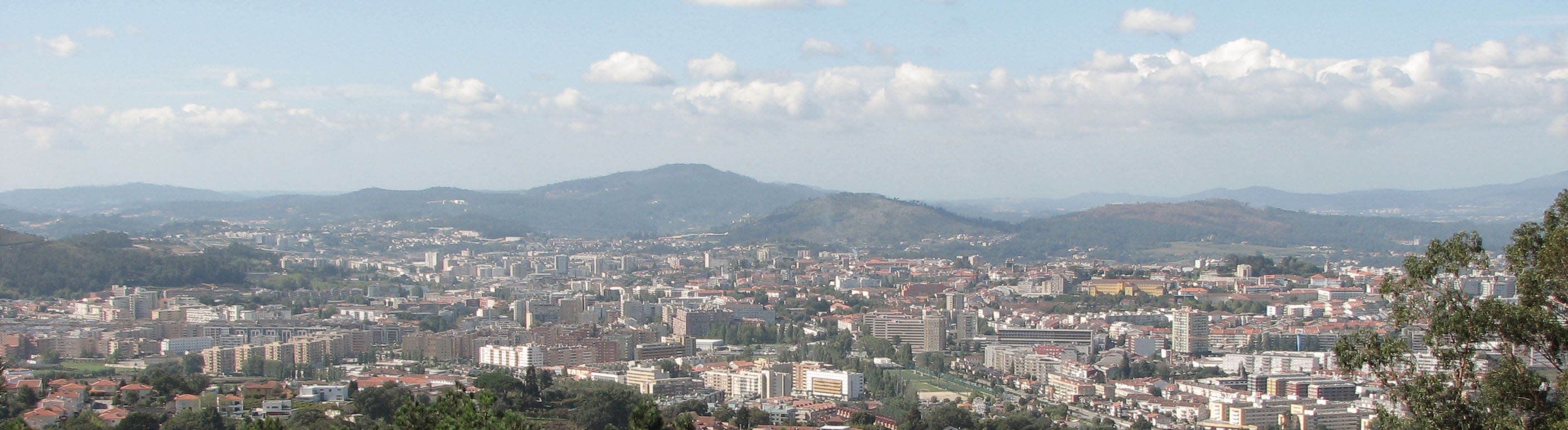
Vue panoramique de la ville de Braga.

### Démographie
| 1801   | 1849   | 1900   | 1911   | 1920   | 1930   | 1940   | 1950   | 1960   |
| ------ | ------ | ------ | ------ | ------ | ------ | ------ | ------ | ------ |
| 30 552 | 40 004 | 58 339 | 60 836 | 57 019 | 60 761 | 75 846 | 84 142 | 92 938 |

| 1970   | 1981    | 1991    | 2001    | 2011    | 2021    | - | - | - |
| ------ | ------- | ------- | ------- | ------- | ------- | - | - | - |
| 96 220 | 125 472 | 141 256 | 164 192 | 181 494 | 193 349 | - | - | - |

### Climat
Coincé entre des montagnes à l'est et l'Océan Atlantique à l'ouest, Braga bénéficie d'un climat tempéré océanique et de quatre saisons bien distinctes. Braga est considéré comme une des villes où il pleut le plus au Portugal, elle a même un surnom pour cela « Penico do Céu » (le « pot du ciel »).
| Relevé météorologique de Braga (normales et records)                    | Relevé météorologique de Braga (normales et records) | Relevé météorologique de Braga (normales et records) | Relevé météorologique de Braga (normales et records) | Relevé météorologique de Braga (normales et records) | Relevé météorologique de Braga (normales et records) | Relevé météorologique de Braga (normales et records) | Relevé météorologique de Braga (normales et records) | Relevé météorologique de Braga (normales et records) | Relevé météorologique de Braga (normales et records) | Relevé météorologique de Braga (normales et records) | Relevé météorologique de Braga (normales et records) | Relevé météorologique de Braga (normales et records) | Relevé météorologique de Braga (normales et records) | Relevé météorologique de Braga (normales et records) |
| Température                                                             | Température                                          | Température                                          | Température                                          | Température                                          | Température                                          | Température                                          | Température                                          | Température                                          | Température                                          | Température                                          | Température                                          | Température                                          | Température                                          | Température                                          |
| Mois                                                                    | Jan.                                                 | Fév.                                                 | Mar.                                                 | Avr.                                                 | Mai.                                                 | Jui.                                                 | Jui.                                                 | Aou.                                                 | Sep.                                                 | Oct.                                                 | Nov.                                                 | Déc.                                                 |                                                      | Moyenne                                              |
| ----------------------------------------------------------------------- | ---------------------------------------------------- | ---------------------------------------------------- | ---------------------------------------------------- | ---------------------------------------------------- | ---------------------------------------------------- | ---------------------------------------------------- | ---------------------------------------------------- | ---------------------------------------------------- | ---------------------------------------------------- | ---------------------------------------------------- | ---------------------------------------------------- | ---------------------------------------------------- | ---------------------------------------------------- | ---------------------------------------------------- |
| Record de chaleur (°C)                                                  | 22,4                                                 | 25,8                                                 | 26,3                                                 | 30,2                                                 | 34,7                                                 | 36,0                                                 | 38,9                                                 | 39,4                                                 | 37,8                                                 | 32,5                                                 | 27,5                                                 | 23,5                                                 |                                                      |                                                      |
| Température maximale moyenne (°C)                                       | 13,4                                                 | 14,5                                                 | 16,9                                                 | 17,9                                                 | 20,4                                                 | 24,6                                                 | 27,5                                                 | 27,5                                                 | 25,4                                                 | 20,7                                                 | 16,6                                                 | 14,3                                                 |                                                      | 20,0                                                 |
| Température moyenne (°C)                                                | 8,7                                                  | 9,8                                                  | 11,5                                                 | 12,6                                                 | 15,0                                                 | 18,6                                                 | 20,9                                                 | 20,6                                                 | 19,0                                                 | 15,3                                                 | 11,8                                                 | 10,0                                                 |                                                      | 14,5                                                 |
| Température minimale moyenne (°C)                                       | 4,1                                                  | 5,1                                                  | 6,1                                                  | 7,3                                                  | 9,7                                                  | 12,5                                                 | 14,3                                                 | 13,7                                                 | 12,5                                                 | 9,9                                                  | 7,0                                                  | 5,7                                                  |                                                      | 9,0                                                  |
| Record de froid (°C)                                                    | -3,4                                                 | -4,0                                                 | -2,6                                                 | -1,3                                                 | 1,1                                                  | 3,7                                                  | 5,9                                                  | 4,0                                                  | 2,6                                                  | -1,0                                                 | -3,8                                                 | -4,1                                                 |                                                      |                                                      |
| Précipitations                                                          |                                                      |                                                      |                                                      |                                                      |                                                      |                                                      |                                                      |                                                      |                                                      |                                                      |                                                      |                                                      |                                                      |                                                      |
| Mois                                                                    | Jan.                                                 | Fév.                                                 | Mar.                                                 | Avr.                                                 | Mai.                                                 | Jui.                                                 | Jui.                                                 | Aou.                                                 | Sep.                                                 | Oct.                                                 | Nov.                                                 | Déc.                                                 |                                                      | Total                                                |
| Total (mm)                                                              | 192,7                                                | 161,0                                                | 102,3                                                | 122,5                                                | 118,5                                                | 62,2                                                 | 24,1                                                 | 29,8                                                 | 79,0                                                 | 166,8                                                | 175,4                                                | 231,4                                                |                                                      | 1465,7                                               |
| Données de 1971 à 2000. Source : Instituto de Meteorologia, IP Portugal |                                                      |                                                      |                                                      |                                                      |                                                      |                                                      |                                                      |                                                      |                                                      |                                                      |                                                      |                                                      |                                                      |                                                      |

### Organisation administratives et subdivisions

Les paroisses civiles de la municipalité de Braga, réparties en fonction de leur type

La municipalité de Braga groupe 62 paroisses (freguesia, en portugais), réparties comme suit :
| 23 paroisses « urbaines » | 22 paroisses à « prédominance urbaine » | 17 paroisses « moyennement urbaines » |
| ------------------------- | --------------------------------------- | ------------------------------------- |
| Arcos                     | Adaúfe                                  | Arentim                               |
| Cividade                  | Aveleda                                 | Crespos                               |
| Dume                      | Cabreiros                               | Cunha                                 |
| Espinho                   | Celeirós                                | Escudeiros                            |
| Ferreiros                 | Esporões                                | Fradelos                              |
| Fraião                    | Figueiredo                              | Guisande                              |
| Frossos                   | Lamas                                   | Morreira                              |
| Gondizalves               | Mire de Tibães                          | Navarra                               |
| Gualtar                   | Padim da Graça                          | São Julião dos Passos                 |
| Lamaçães                  | Palmeira                                | Pedralva                              |
| Lomar                     | Panóias                                 | Pousada                               |
| Maximinos                 | Parada de Tibães                        | Santa Lucrécia de Algeriz             |
| Nogueira                  | Priscos                                 | Santo Estêvão do Penso                |
| Nogueiró                  | Ruilhe                                  | São Pedro de Oliveira                 |
| Real                      | São Mamede de Este                      | São Vicente do Penso                  |
| São João do Souto         | São Paio de Merelim                     | Tadim                                 |
| São José de São Lázaro    | São Pedro de Merelim                    | Tebosa                                |
| São Pedro de Este         | Sequeira                                |                                       |
| São Vicente               | Sobreposta                              |                                       |
| São Vítor                 | Trandeiras                              |                                       |
| Sé                        | Vilaça                                  |                                       |
| Semelhe                   | Vimieiro                                |                                       |
| Tenões                    |                                         |                                       |

## Patrimoine historique
- Sé de Braga (cathédrale)
- Sanctuaire du Bon Jésus du Mont
- Sept Sources (Sete fontes)
- Basilique Notre-Dame de Sameiro
- Arco da Ponte Nova
- Castro de Monte Redondo
- Château de Braga
- Fonte do Idolo
- Casa Grande
- Capela da Nossa Senhora da Torre (chapelle)
- Casa e Capela dos Coimbras (maison et chapelle)
- Basilique des Congregados
- Paço Espiscopal Bracarense (Palais épiscopal)
- Palacio dos Biscainhos (manoir)
- Funiculaire de Bom Jesus
- Theatro Circo
- Palacio de Dona Chica de Korrodi (manoir)
- Thermes romains de Maximinos

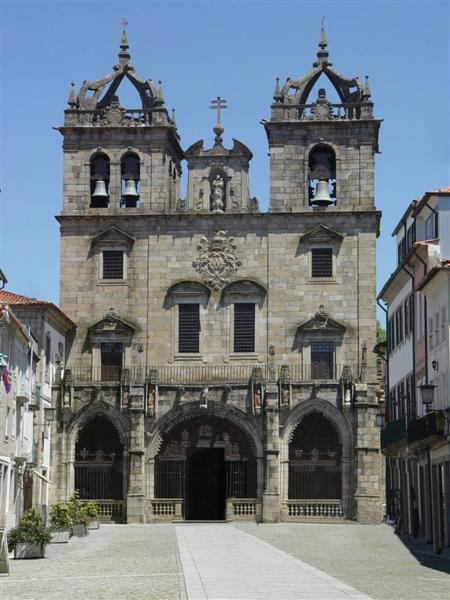
Cathédrale de Braga (Sé de Braga)
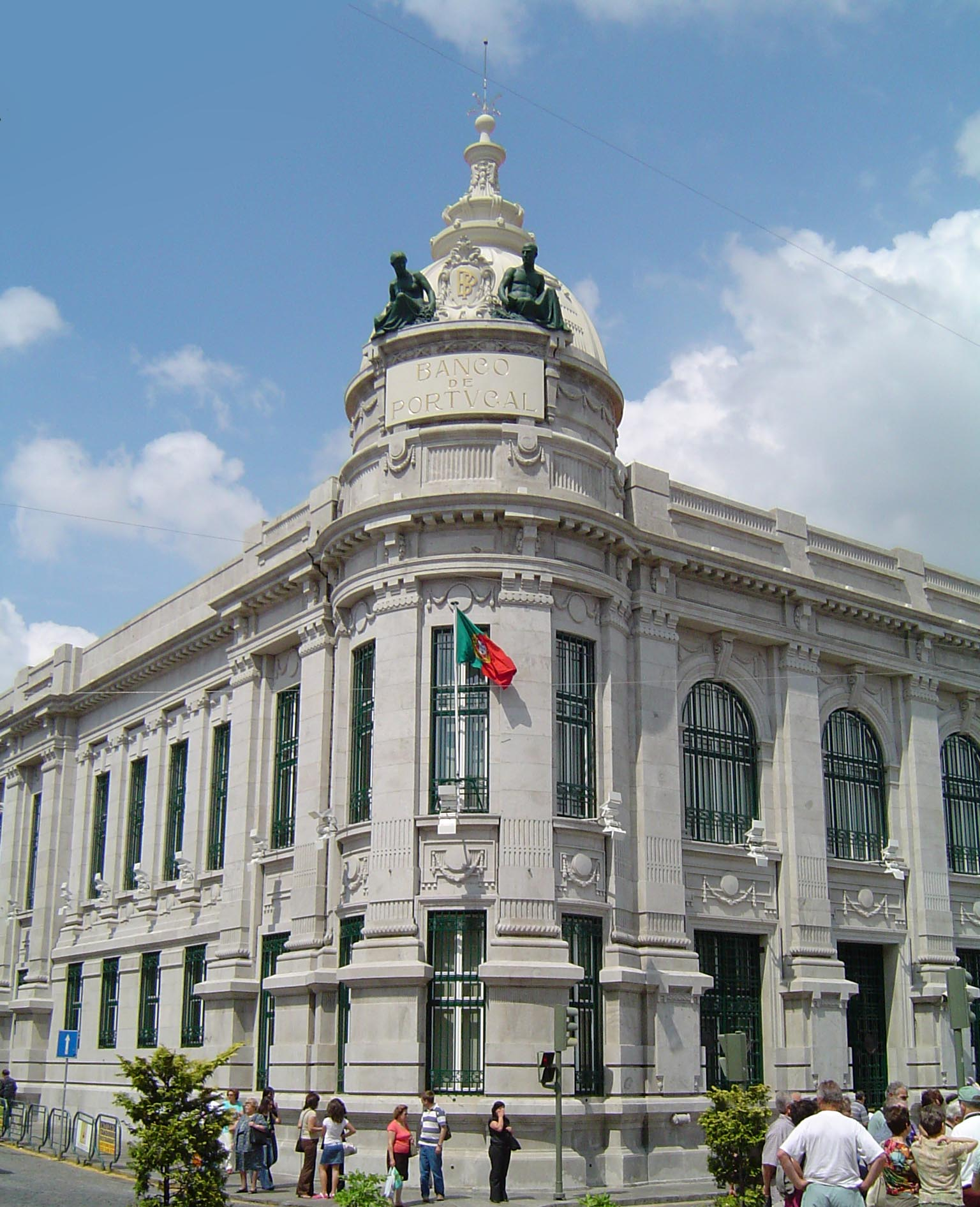
Édifice de la Banque du Portugal à Braga
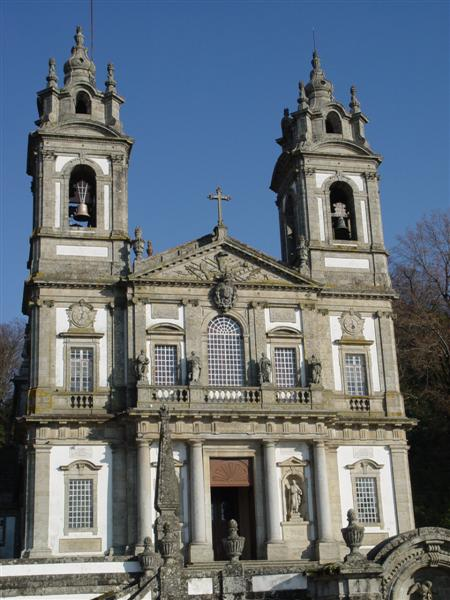
Église du Sanctuaire du Bom Jesus do Monte
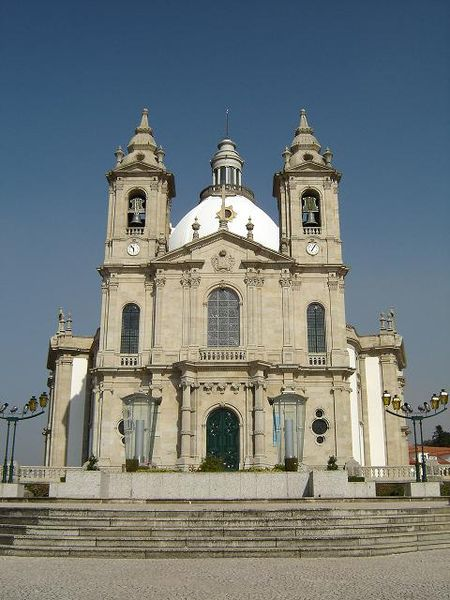
Église de Notre-Dame de Sameiro
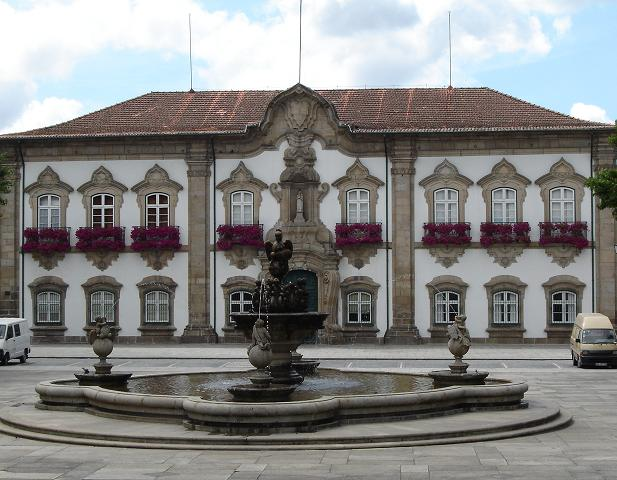
Hôtel de ville de Braga
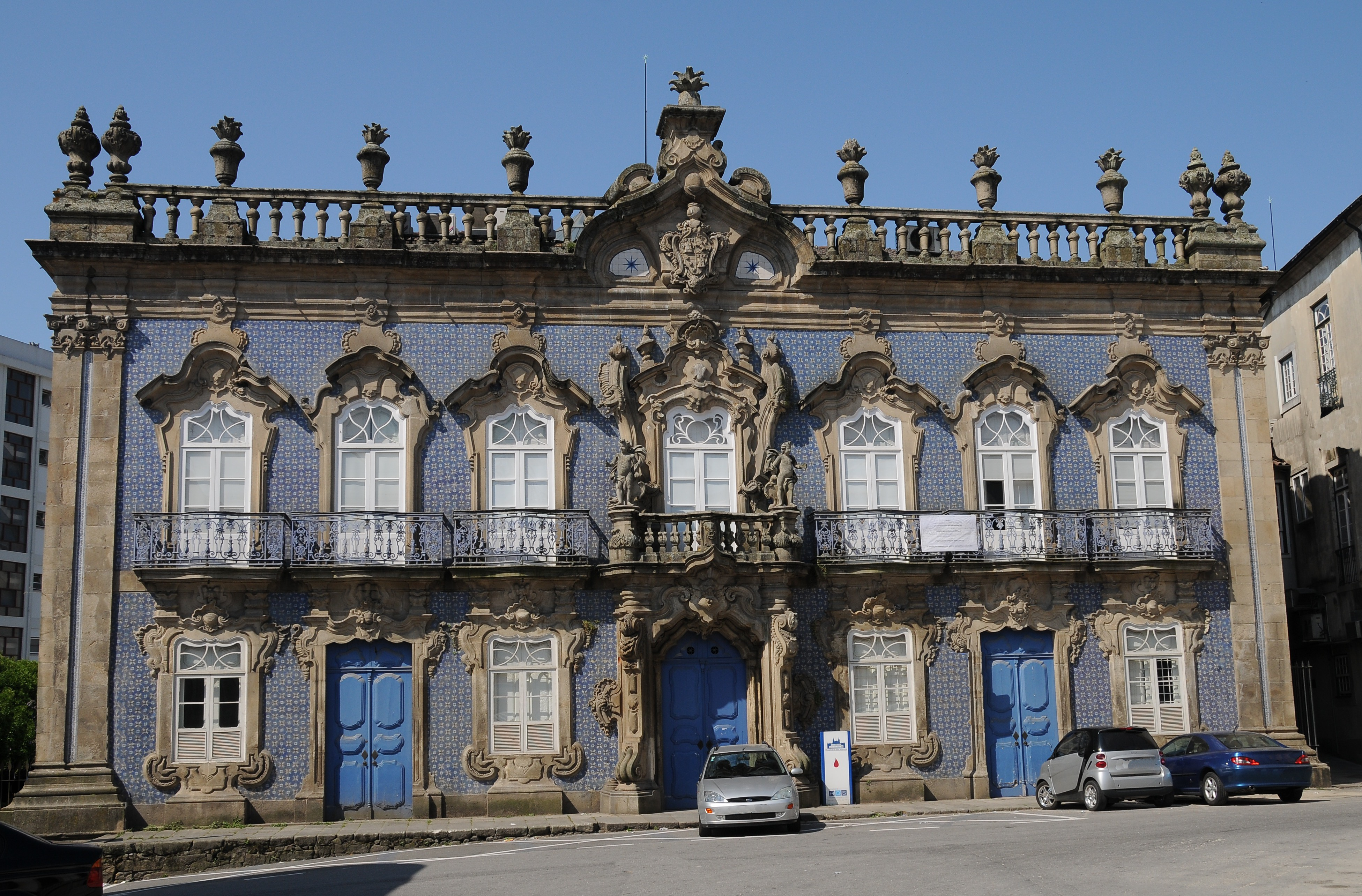
Palais do Raio
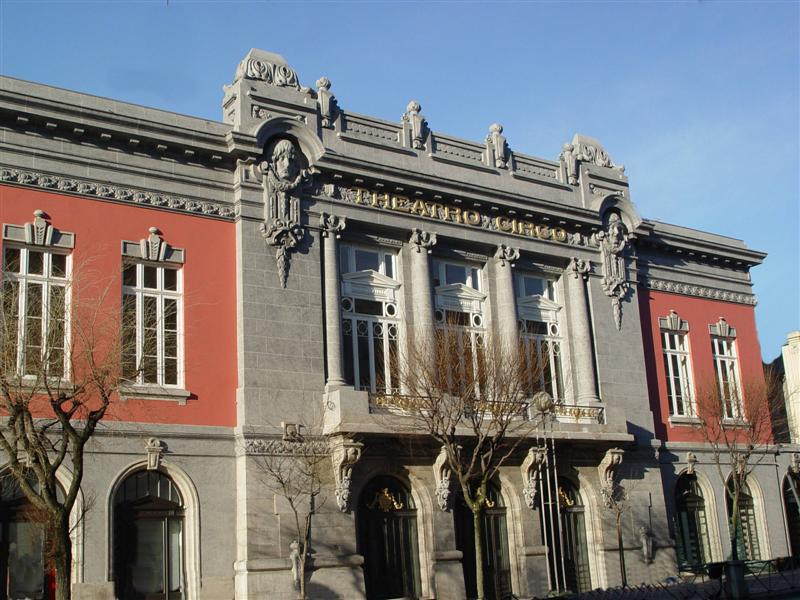
Théâtre Circo
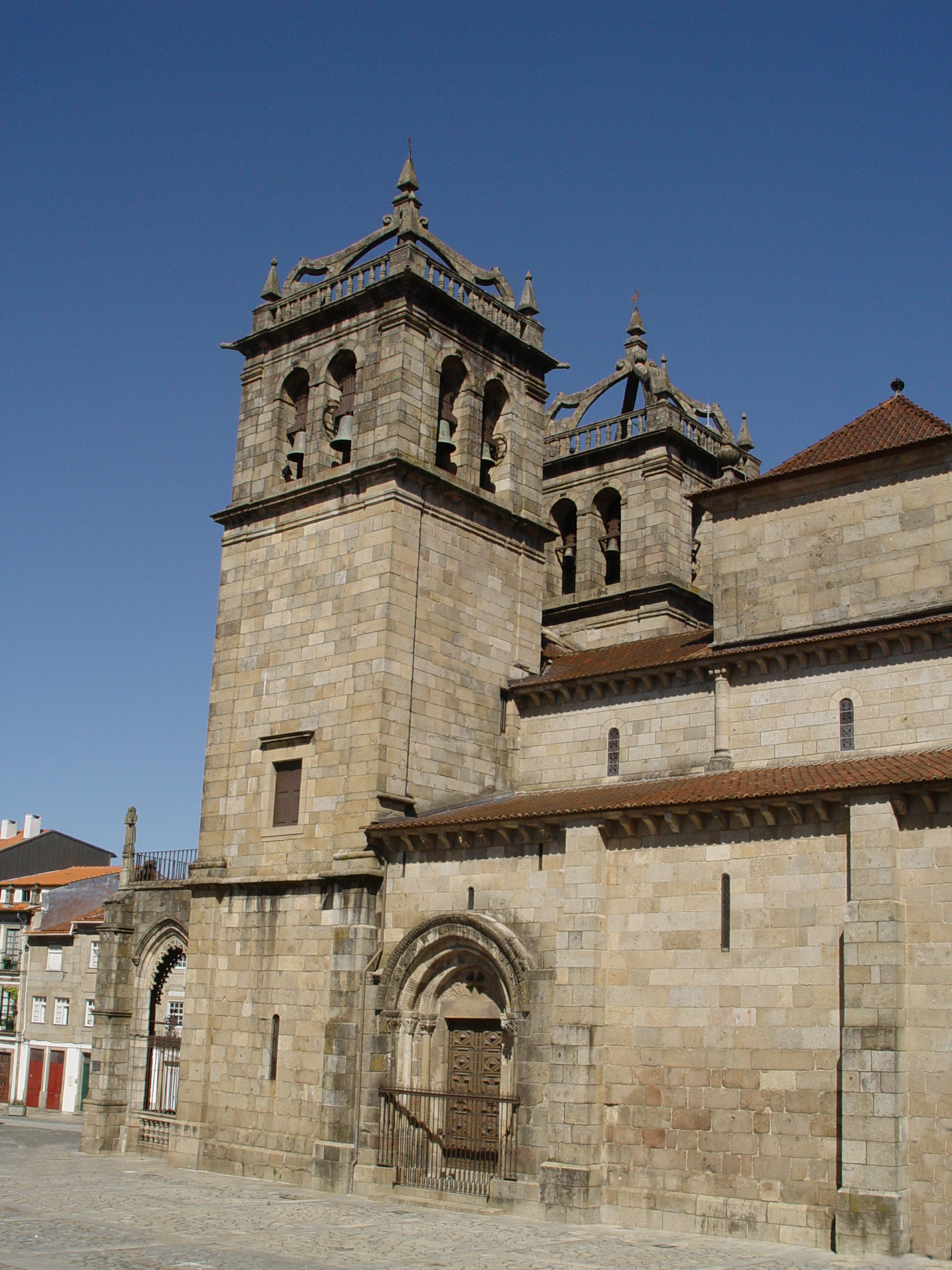
Vue sud de la cathédrale de Braga

## Infrastructures

### Éducation
Il y a deux universités à Braga. L'Université catholique portugaise (Universidade Católica Portuguesa) et l'Université du Minho. La première a été fondée en 1967, la seconde en 1973. L'Université du Minho s'est développée, au point d'être désormais l'une des plus connues du Portugal.
La ferme pédagogique de Braga est une ferme s'occupant d'animaux ou de cultures : elle accueille, dans le cadre scolaire ou extra-scolaire, des visiteurs dans un but pédagogique.

### Santé
L'hôpital public de Braga figure dans le top 5 des meilleurs hôpitaux du pays. C'est un hôpital récent de 700 lits et d'une surface de 140 000 m2.

### Transports
- Gare : La gare de Braga est située au sud-ouest de la ville.
- Bus : Braga possède un important réseau d'autobus ainsi qu'une gare routière.
- Routes : Braga possède un périphérique qui fait le tour de la ville en 2 × 3 voies, limité à 70 km/h, ainsi que deux tunnels.

La N101 traverse la ville du nord au sud avec un important tunnel de 3 km de long qui traverse le centre-ville pour se diriger vers Fafe au sud de la ville, elle est en 2 × 2 voies.
L'A11, autoroute qui part de l'est de Braga et qui contourne la ville par l'est, va rejoindre Guimarães. Elle est en 2 × 2 voies.
L'A7, autoroute qui part de Vila do Conde et qui rejoint Chaves en passant par le sud de la ville.
Braga possède un aéroport, Aéroport de Braga, (code AITA : BGZ).
| Autoroutes        | Destinations |
| ----------------- | --- |
| A 3 IP 1 E-1 20px | Porto - A 7 Vila Nova de Famalicão - Braga - A 27 Ponte de Lima - Valença - Espagne                                           |
| A 11 IC 14 20px   | A 28 Apúlia (Esposende) - Barcelos - Braga                                                                                    |
| A 11 IP 9 20px    | Braga - A 7 Guimarães - A 42 Lousada - A 4 Penafiel                                                                           |
| Circular Sul      | Celeirós - Nogueira |
| Voies rapides     | Destinations |
| EN 101            | São Vicente - Vila de Prado                                                                                                   |
| Routes nationales | Destinations |
| EN 14             | Porto - Vila Nova de Famalicão - Braga                                                                                        |
| EN 101            | Valença - Monção - Arcos de Valdevez - Ponte da Barca - Vila Verde - Braga - Guimarães - Felgueiras - Amarante - Mesão Frio   |
| EN 103            | Viana do Castelo - Barcelos - Braga - Póvoa de Lanhoso - Vieira do Minho - Montalegre - Boticas - Chaves - Vinhais - Bragança |
| EN 201            | Valença - Ponte de Lima - Vila de Prado - Braga                                                                               |

### Sport
Braga possède une équipe de football évoluant en Liga Portugal Bet clic, le Sporting Clube de Braga, jouant actuellement au stade municipal de Braga fabriqué à l'occasion de l'Euro 2004 qui se déroula exclusivement au Portugal. Surnommé les guerriers au Portugal le club de Braga remporta son premier titre en 1966 en étant vainqueur de la coupe du Portugal. Le club a du attendre les titres de 2016 et 2021 pour regagner la coupe du Portugal. Il remporta aussi 2 coupes de la ligue en 2013 et 2020. Cependant les guerriers sont toujours en quête d'une ligue portugaise. Sur le point de vue continental, Braga a participe à de maintes reprises à l'Europa League et a aussi participé à la finale la C3 2011 perdu contre un autre club portugais le FC Porto (0-1). Ils ont participé aussi l'Europa League Conférence de 2023 mais ils s'inclinent face aux Rangers en 2023. Ils ont aussi participé à la coupe aux grandes oreilles, la Champions League, notamment durant la saison 2010-2011 mais ne passe pas les phases de qualification et termine 3e dernière le Shaktar Donestk et Arsenal. Ils font aussi partie des prétendants à C1 2023-2024 et hérite d'une poule relevée avec notamment avec Naples, l'Union Berlin le club le plus titré le Real Madrid.
La ville est également célèbre grâce à son club de handball, l'ABC (Andebol Braga Club) qui s'est illustré par de nombreux titres de champion ainsi que par une finale de C1 au milieu des années 1990.

### Centres commerciaux
La ville possède quatre centres commerciaux et quatre galeries commerciales :
- Braga Shopping (situé au centre de la ville) ;
- Shopping Braga Parque (situé au nord-est de la ville) : plus grand centre commercial de la ville et de la région de Braga ;
- Minho Center (situé au sud de la ville) ;
- Via Nova Shopping ;
- Nova Arcada (Situé au Nord la ville), inauguré en mars 2016 avec un des plus grands IKEA d'Europe ;
- Gold Center ;
- Shopping Santa Cruz (premier centre commercial de la ville, situé dans le centre-ville) ;
- Liberdade Street Fashion.

Avenida da Liberdade, Rua do Souto, Rua São João, Largo Santa Bárbara et Capelistas sont les artères piétonnes du shopping de la ville.

## Religion

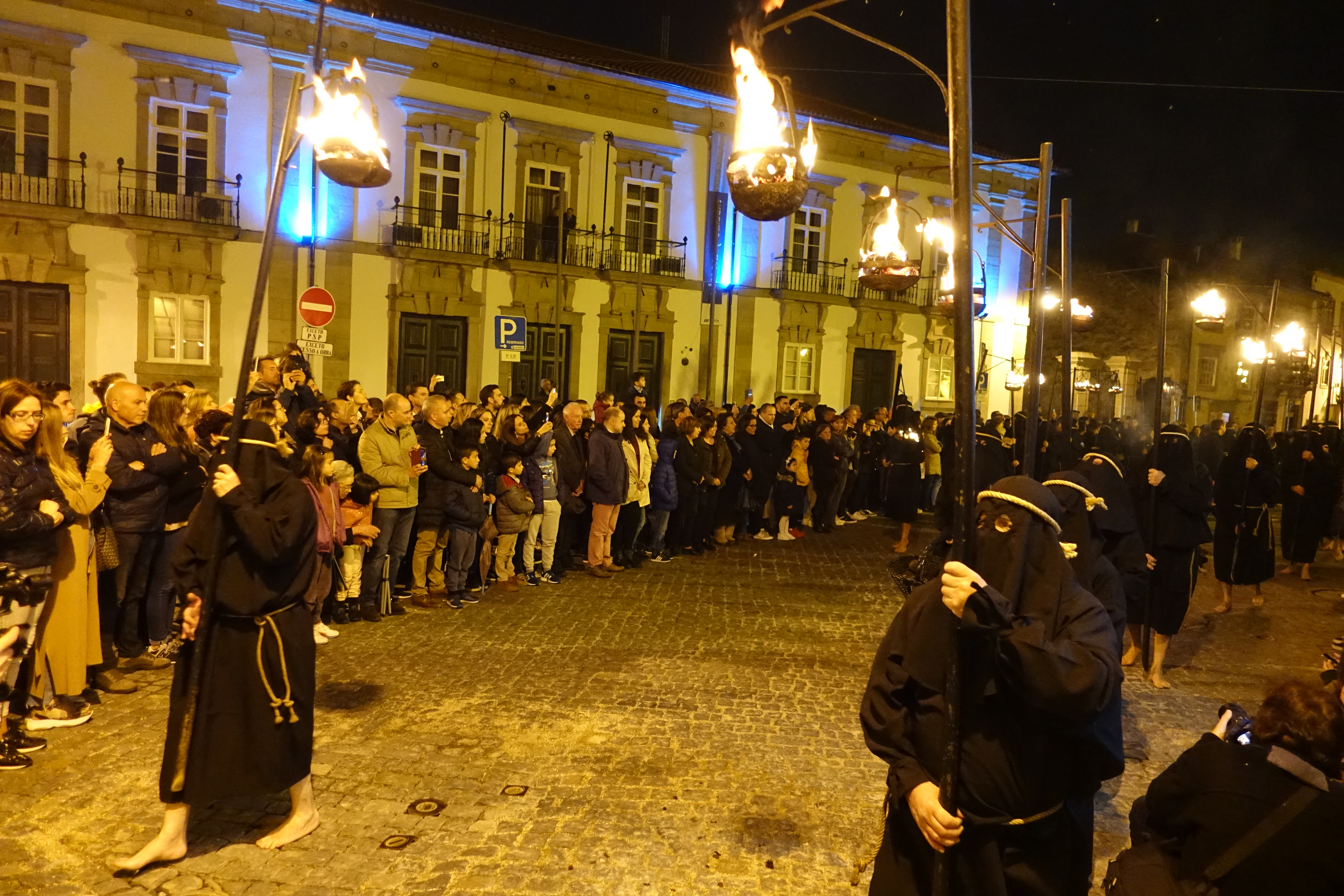
Procession de l'Ecce Homo en 2019.

Braga est le siège de l'archidiocèse de Braga dirigé par l'archevêque de Braga qui porte le titre antique de primat des Espagnes (ou d'Hispanie). Le plus connu des archevêques de Braga est le bienheureux Barthélemy des Martyrs (Bartolomeu dos Mártires), à la fin du XVIe siècle.
La ville a abrité, de 561 à 563, le Ier concile de Braga, puis le IIe concile de Braga en 571.
Le titre de « primat des Espagnes » est traditionnellement disputé entre l'archevêque de Braga et l'archevêque de Tolède (Castille).
La festivité religieuse la plus importante de la ville, et l'une des plus célèbres du Portugal, est la Semaine sainte à Braga.

### Patrimoine sacré
- Sanctuaire Bon-Jésus-du-Mont de Braga, site inscrit sur la liste du patrimoine mondial de l'UNESCO.
- Le monastère de Tibães témoigne encore de nos jours de l'époque des découvertes portugaises par son architecture, ses nombreuses sculptures et l'utilisation massive d'or du Brésil dans sa décoration.
- La cathédrale de Braga.
- L'église de São Marcos.
- L'église de la Miséricorde.
- L'église des Tertiaires, fameuse pour ses azulejos.
- L'église Saint-Victor, consacré au Saint-martyr Victor et fameuse aussi pour ses azulejos.
- L'église Saint-Vincent de style baroque.
- L'église Sainte-Marie-Madeleine, de style rococo, inscrite au patrimoine national.
- La chapelle de São Frutuoso de Montélios, vestige de l'art wisigothique et surtout le plus important monument préroman du Portugal (Construite entre 650 et 665).

## Médias
Les radios locales basées dans la banlieue de Braga :
- Antena Minho ;
- Radio Universitaria do Minho ;
- RTM ;
- Nove3cinco (Radio musicale orientée Kizomba, Reggaeton, House).

## Personnalités
- Paul Orose, prêtre et apologiste du Ve siècle, auteur du livre "Historiae contra paganos", la première histoire universelle chrétienne.
- Saint Gérald de Moissac, moine bénédictin français, archevêque de Braga, et son Saint patron, inhumé dans la cathédrale de Braga.
- Henri de Bourgogne, comte de Portugal, inhumé dans la cathédrale de Braga.
- Le poète Sebastião Alba, né à Braga en 1940.
- Le groupe de Rock alternatif Mão Morta, fondé en 1984.
- Le chanteur mythique des années 1980 portugaises, Antonio Variações, est né à Amares, district de Braga en 1944.
- Le gardien de but de l'équipe du Portugal, Quim, est né en 1975, à Vila Nova de Famalicão.
- Simas Machado (1859-1927), général.
- Le gardien de but du FC Porto, José Sá, y est né en 1993.

## Jumelages
- Brésil, Santo André
- Cap-Vert, São Nicolau
- Espagne, Astorga
- France, Clermont-Ferrand
- France, Puteaux
- Guinée-Bissau, Bissorã